# Sandro Lohmann
Sandro Lohmann (Copenaghen, 2 dicembre 1991) è un attore tedesco.

## Biografia
Ha esordito come attore nel film televisivo Der Kuß meiner Schwester del 2000. Ha poi recitato in Guter Junge (2008) e La papessa (2009). 
Ha anche recitato in un episodio della famosa serie televisiva Squadra Speciale Cobra 11 ed in altre serie televisive tedesche.
È alto 1,76 m.

## Filmografia

### Cinema
- Escape, regia di Julia Zimanofsky - cortometraggio (2008)
- La papessa (Die Päpstin), regia di Sönke Wortmann (2009)
- Wie Du küsst, regia di Eva Trobisch - cortometraggio (2012)
- Der Versuch, ruhig zu atmen, regia di Ali Zojaji - cortometraggio (2012)
- About a Girl, regia di Mark Monheim (2014)

### Televisione
- Der Kuß meiner Schwester, regia di Dror Zahavi – film TV (2000) - non accreditato
- Guter Junge, regia di Torsten C. Fischer – film TV (2008)
- Squadra Speciale Cobra 11 (Alarm für Cobra 11 - Die Autobahnpolizei) – serie TV, episodio 14x06 (2008)
- Romy, regia di Torsten C. Fischer – film TV (2009)
- Im Angesicht des Verbrechens – serie TV, episodi 1x03-1x08 (2010)
- Kommissarin Lucas – serie TV, episodio 1x13 (2010)
- Tödlicher Rausch, regia di Johannes Fabrick – film TV (2011)
- Soko 5113 (SOKO München) – serie TV, episodio 38x18 (2013)
- Grenzgang, regia di Brigitte Bertele – film TV (2013)